# Running Low (Leprous)
Running Low è un singolo del gruppo musicale norvegese Leprous, pubblicato il 25 giugno 2021 come secondo estratto dal settimo album in studio Aphelion.

## Descrizione
Si tratta della traccia d'apertura dell'album ed è nato come una breve bozza creata dal frontman Einar Solberg durante una gita sul monte Himingen nel Telemark, venendo successivamente lavorata insieme ai restanti componenti:

## Video musicale
Il video, diretto da Troll Toftenes, è stato pubblicato in concomitanza con il lancio del singolo attraverso il canale YouTube della Inside Out Music.

## Tracce
Testi di Tor Oddmund Suhrke e Einar Solberg, musiche di Einar Solberg.
1. Running Low – 6:30

## Formazione
Gruppo
- Einar Solberg – voce, tastiera
- Tor Oddmund Suhrke – chitarra
- Robin Ognedal – chitarra
- Simen Børven – basso
- Baard Kolstad – batteria

Altri musicisti
- Raphael Weinroth-Browne – violoncello
- Chris Baum – violino
- Blåsemafian
  - Sigur Evendsen – trombone
  - Stig Espen Hundsnes – tromba
  - Jørgen Lund Karlsen – sassofono
- Nora Hannidal – corno francese

Produzione
- Einar Solberg – produzione
- Christer Cederberg – produzione, registrazione
- Leprous – produzione
- Jaran Gustavson – registrazione
- Adam Noble – missaggio
- Robin Schmidt – mastering